# Atylotus thoracicus
Atylotus thoracicus är en tvåvingeart som först beskrevs av James Stewart Hine 1900.  Atylotus thoracicus ingår i släktet Atylotus och familjen bromsar. Inga underarter finns listade i Catalogue of Life.